# Band-Maid
Band-Maid — японський жіночий музичний хардрок-гурт. Заснований 2013 року. Назва стилізована як BAND-MAID® чи BAND-MAID.

## Історія
Гурт Band-Maid сформований колишньою співробітницею мейдо-кафе Кобато Міку в липні 2013 року. До складу колективу також долучилася авторка-виконавець і гітаристка Тоно Канамі, яку Міку знайшла за допомогою інтернет-об'яв. Пізніше запросили до новоствореної групи барабанщицю Хіросе Акане, яка запропонувала приєднатися до них й своїй подрузі-басисту з музичної школи Місі.
1 серпня 2014 року випустили всій перший міні-альбом «Maid in Japan».
13 серпня 2014 року випустили свою першу сольну пісню «Ai to Jōnetsu no Matador».
Після опитування аудиторії NHK International Broadcasting, 27 жовтня 2015 року зайняли 2-ге місце в номінації «J-MELO Breakthrough Artist Showcase 2015».
18 листопада 2015 року вийшов другий міні-альбом «New Beginning». У січні 2016 року провели перший тур, відвідавши Токіо, Осаку та Наґою.
26 березня 2016 року уперше виступили за кордоном на фестивалі «Sakura-Con» у Сіетлі, США.
18 травня 2016 року випущений третій альбом «Brand New Maid», який почули й британці під лейблом JPU Records. Того ж року виступали в Лондоні на «MCM London Comic-Con», на «NAON no YAON 2016» у Хібії та на Inazuma Rock Festival 2016.
Свій перший міжнародний тур здійснили з 9 жовтня по 5 листопада 2016 року, відвідавши Мексику, Велику Британію, Німеччину, Францію, Польщу, Італію, Іспанію, Гонконг.

## Склад
- Кобато Міку (яп. 小鳩ミク) — гітара, вокал (з 2013)
- Тоно Канамі (яп. 遠乃歌波) — гітара (з 2013)
- Хіросе Акане (яп. 廣瀬茜) — барабани (з 2013)
- Міса (стилізовано як MISA) — бас (з 2013)
- Ацумі Сайкі (яп. 厚見彩姫) — вокал (з 2013)

## Дискографія

### Альбоми
| Назва            | Дата                                     | Лейбл                                  | Формат                                 | Найвища позиція в чарті | Найвища позиція в чарті | Найвища позиція в чарті | Найвища позиція в чарті | Найвища позиція в чарті |
| Назва            | Дата                                     | Лейбл                                  | Формат                                 | JPN Oricon              | JPN Billboard           | UK Ind                  | UK Indie Break          | UK Rock                 |
| ---------------- | ---------------------------------------- | -------------------------------------- | -------------------------------------- | ----------------------- | ----------------------- | ----------------------- | ----------------------- | ----------------------- |
| Maid in Japan    | 8 січня 2014 14 лютого 2018 (перевипуск) | Gump Records Crown Stones (перевипуск) | CD, цифрова дистрибуція                | 26 (перевипуск)         | 22                      | —                       | —                       | —                       |
| New Beginning    | 18 листопада 2015                        | Gump Records                           | CD+DVD, цифрова дистрибуція            | 64                      | 49                      | —                       | —                       | —                       |
| Brand New Maid   | 18 травня 2016                           | Crown Stones                           | CD, CD+DVD, цифрова дистрибуція        | 19                      | 15                      | —                       | —                       | —                       |
| Just Bring It    | 23 січня 2017                            | Crown Stones                           | CD, цифрова дистрибуція                | 16                      | 20                      | 49                      | 13                      | 17                      |
| World Domination | 14 лютого 2018                           | Crown Stones                           | CD, CD+DVD, CD+BD, цифрова дистрибуція | 9                       | 7                       | —                       | —                       | —                       |
| Conqueror        | 11 грудня 2019                           | Revolver Records                       | CD, CD+DVD, CD+BD, цифрова дистрибуція | 9                       | 9                       | 29                      | 4                       | 11                      |
| Unseen World     | 20 січня 2021                            | Pony Canyon                            | CD, CD+DVD, CD+BD, цифрова дистрибуція | 8                       | 6                       | —                       | —                       | —                       |

### Мініальбоми
| Назва      | Дата            | Лейбл            | Формат                                 | Найвища позиція в чарті | Найвища позиція в чарті |
| Назва      | Дата            | Лейбл            | Формат                                 | JPN Oricon              | JPN Billboard           |
| ---------- | --------------- | ---------------- | -------------------------------------- | ----------------------- | ----------------------- |
| Band-Maiko | 3 квітня 2019   | Revolver Records | CD, CD+DVD, цифрова дистрибуція        | 15                      | 11                      |
| Unleash    | 21 вересня 2022 | Pony Canyon      | CD, CD+DVD, CD+BD, цифрова дистрибуція | 9                       | 9                       |

### Пісні
| Назва                                               | Дата              | Лейбл            | Найвища позиція в чарті | Найвища позиція в чарті | Альбом                       |
| Назва                                               | Дата              | Лейбл            | JPN Oricon              | JPN Billboard           | Альбом                       |
| --------------------------------------------------- | ----------------- | ---------------- | ----------------------- | ----------------------- | ---------------------------- |
| Ai to Jōnetsu no Matador (яп. 愛と情熱のマタドール) | 13 серпня 2014    | Gump Records     | —                       | —                       | Maid in Japan (видання 2018) |
| YOLO                                                | 16 листопада 2016 | Crown Stones     | 36                      | —                       | Just Bring It                |
| Daydreaming/Choose Me                               | 19 липня 2017     | Crown Stones     | 20                      | —                       | World Domination             |
| «Start Over»                                        | 25 липня 2018     | Crown Stones     | 16                      | 65                      | Сингл без альбому            |
| «Glory»                                             | 16 січня 2019     | Crown Stones     | 12                      | 11                      | Conqueror                    |
| «Bubble»                                            | 16 січня 2019     | Crown Stones     | 14                      | 13                      | Conqueror                    |
| «Different»                                         | 2 грудня 2020     | Revolver Records | 19                      | 17                      | Сингл без альбому            |
| «Sense»                                             | 27 жовтня 2021    | Pony Canyon      | 14                      | 13                      | Сингл без альбому            |

### Цифрові пісні
| Назва             | Дата          | Лейбл        | Найвища позиція в чарті | Найвища позиція в чарті | Альбом     |
| Назва             | Дата          | Лейбл        | JPN Oricon              | JPN Billboard           | Альбом     |
| ----------------- | ------------- | ------------ | ----------------------- | ----------------------- | ---------- |
| Secret Maiko Lips | 1 квітня 2018 | Nippon Crown | —                       | —                       | Band-Maiko |
| Glory             | 4 жовтня 2018 | Nippon Crown | —                       | —                       | Conqueror  |

### DVD / Blu-ray
| Назва                                                                               | Дата           | Лейбл            | Найвища позиція | Найвища позиція |
| Назва                                                                               | Дата           | Лейбл            | Японія          | Японія          |
| Назва                                                                               | Дата           | Лейбл            | DVD             | Blu-ray         |
| ----------------------------------------------------------------------------------- | -------------- | ---------------- | --------------- | --------------- |
| Band-Maid World Domination Tour [Shinka] at Line Cube Shibuya (Shibuya Public Hall) | 29 квітня 2019 | Revolver Records | 8               | 10              |

## Кліпи
| Пісня                  | Рік  | Продюсер(и)      | Посилання                                       |
| ---------------------- | ---- | ---------------- | ----------------------------------------------- |
| «Thrill» (スリル)      | 2014 | Daishi Hamada    | [Архівовано 19 грудня 2016 у Wayback Machine.]  |
| «Real Existence»       | 2015 | Такаюкі Кодзіма  | [Архівовано 10 січня 2017 у Wayback Machine.]   |
| «Don't Let Me Down»    | 2015 | Такаюкі Кодзіма  | [Архівовано 19 грудня 2016 у Wayback Machine.]  |
| «Alone»                | 2016 | Рьодзі Аокі      | [Архівовано 8 лютого 2017 у Wayback Machine.]   |
| «The Non-fiction Days» | 2016 | Рьодзі Аокі      | [Архівовано 19 грудня 2016 у Wayback Machine.]  |
| «Before Yesterday»     | 2016 | Невідомий        | [Архівовано 21 лютого 2017 у Wayback Machine.]  |
| «Order»                | 2016 | Рьодзі Аокі      | Brand New Maid DVD only                         |
| «YOLO»                 | 2016 | Рьодзі Аокі      | [Архівовано 19 грудня 2016 у Wayback Machine.]  |
| «Don't You Tell Me»    | 2017 | Рьодзі Аокі      | [Архівовано 9 січня 2017 у Wayback Machine.]    |
| «Secret My Lips»       | 2017 | Рьодзі Аокі      | [Архівовано 26 березня 2017 у Wayback Machine.] |
| «Daydreaming»          | 2017 | Рьодзі Аокі      | [Архівовано 27 травня 2017 у Wayback Machine.]  |
| «Choose Me»            | 2017 | Рьодзі Аокі      | [Архівовано 10 липня 2017 у Wayback Machine.]   |
| «Domination»           | 2018 | Toshikazu Tamura | [Архівовано 24 червня 2020 у Wayback Machine.]  |
| «Dice»                 | 2018 | Рьодзі Аокі      | [Архівовано 18 червня 2020 у Wayback Machine.]  |
| «Secret Maiko Lips»    | 2018 | Рьодзі Аокі      | [Архівовано 1 квітня 2018 у Wayback Machine.]   |
| «Start Over»           | 2018 | Рьодзі Аокі      | [Архівовано 14 серпня 2020 у Wayback Machine.]  |
| «Glory»                | 2018 | Рьодзі Аокі      | [Архівовано 25 червня 2020 у Wayback Machine.]  |
| «Bubble»               | 2019 | Рьодзі Аокі      | [Архівовано 8 березня 2020 у Wayback Machine.]  |
| «Gion-cho»             | 2019 | Рьодзі Аокі      | [Архівовано 3 квітня 2019 у Wayback Machine.]   |
| «Endless Story»        | 2019 | Рьодзі Аокі      | [Архівовано 7 вересня 2020 у Wayback Machine.]  |
| «Rinne» (輪廻)         | 2019 | Рьодзі Аокі      | [Архівовано 12 червня 2020 у Wayback Machine.]  |
| «Blooming»             | 2019 | Рьодзі Аокі      | [Архівовано 22 червня 2020 у Wayback Machine.]  |
| «The Dragon Cries»     | 2020 | Рьодзі Аокі      | [Архівовано 22 квітня 2020 у Wayback Machine.]  |
| «Different»            | 2020 | Рьодзі Аокі      | [Архівовано 30 січня 2021 у Wayback Machine.]   |
| «Manners»              | 2021 | Рьодзі Аокі      | [Архівовано 22 квітня 2022 у Wayback Machine.]  |
| «Warning!»             | 2021 | Рьодзі Аокі      | [Архівовано 30 січня 2021 у Wayback Machine.]   |
| «After Life»           | 2021 | Pennacky         | [Архівовано 30 січня 2021 у Wayback Machine.]   |
| «Sense»                | 2021 | Рьодзі Аокі      | [Архівовано 21 квітня 2022 у Wayback Machine.]  |

## Нагороди та номінації
Classic Rock Roll of Honour Awards
| 2016 | Band-Maid | Japan Next Generation | Перемога |

Neo Awards
| 2020 | Band-Maid | Best Musical Act | Перемога |